# سیارک ۴۳۵۶
سیارک ۴۳۵۶ (به انگلیسی: 4356 Marathon، نامگذاری:9522P-L) چهار هزار و سیصد و پنجاه و ششمین سیارک کشف شده‌است که در ۱۷ اکتبر ۱۹۶۰ کشف شد.
قدر مطلق سیارک برابر ۱۳٫۱۰ است.